# Новоглаголево
Новоглаголево — деревня в Наро-Фоминском районе Московской области, входит в состав городского поселения Селятино. Численность постоянного населения по Всероссийской переписи 2010 года — 68 человек, в деревне числятся четыре десятка улиц, 2 десятка проездов, переулки и тупики. До 2006 года Новоглаголево входило в состав Петровского сельского округа.
Деревня расположена на северо-востоке района, у истоков малой речки Черёмушки (левый приток реки Пахры), примерно в 17 километрах к северо-востоку от Наро-Фоминска, высота центра над уровнем моря 205 м. Ближайшие населённые пункты — Глаголево севернее, на противоположном берегу реки, Мишуткино в полукилометре и Жёдочи в 2,5 км на восток. Новоглаголево основано в 1999 году.